# Newry
Newry (irl. Iúr Cinn Trá lub An tIúr) – miasto w Wielkiej Brytanii (Irlandia Północna, hrabstwo Down i hrabstwo Armagh) o statusie city (uzyskanym w 2002). Według danych ze spisu ludności w 2011 roku liczyło 26 967 mieszkańców – 13 208 mężczyzn i 13 759 kobiet.
W mieście działa Sobotnia Szkoła Polska.
Urodził się tu wikariusz apostolski Monrovii i dyplomata papieski arcybiskup Francis Carroll.